# ほうおう座矮小銀河
ほうおう座矮小銀河(Phoenix Dwarf)は、1976年にハンス＝エミール・シュスターとリチャード・マーティン・ウェストが発見した矮小不規則銀河である。当初は球状星団と誤認された。現在は、ほうおう座の方角に約144万光年離れている。

## 特徴
ほうおう座矮小銀河の内側部分では、若い恒星が東西方向に運動しており、外側の部分では、主に古い恒星が南北方向に運動している。中央の領域の星形成速度は、時間を経ても比較的一定である(Martinez-Delgado et al. 1999)。1999年、St-Germainらは、ほうおう座矮小銀河のすぐ西に約105太陽質量のHI領域を発見した。その視線速度は-23 km/sで、ほうおう座矮小銀河と重力的に相互作用を及ぼし合っている可能性がある。